# Riválisok (film)
A Riválisok (eredeti cím: Best of the Best) 1989-ben bemutatott amerikai harcművészeti film, melyet Bob Radler rendezett, a Riválisok-filmsorozat első részeként. A főbb szerepekben Phillip Rhee, Eric Roberts és Simon Rhee (Phillip testvére) látható. Rhee a színészkedés mellett a sztori társírója és a film producere is volt.
A filmet három, az eredeti filmhez csak Rhee karakterén keresztül kapcsolódó folytatás követte: a Halálos riválisok (1993), a Riválisok 3. – Nincs visszaút (1995) és a Riválisok 4. – Figyelmeztetés nélkül (1998). Rhee mindegyik részben főszerepet alakít, producerként működött közre, a harmadik és negyedik részt pedig rendezőként, illetve utóbbit íróként is jegyzi.

## Cselekmény
Alexander Grady Portlandben élő kétkezi munkás, özvegy apaként neveli kisfiát, Waltert. A férfit (aki tehetséges harcos volt, de vállsérülése miatt visszavonult) beválogatják az Egyesült Államok sportcsapatába, mely Dél-Korea ellen indul egy harcművészeti versenyen. A csapatnak tagja lesz még Tommy Lee fresnói harcművészoktató, a Miamiben élő, ingerlékeny és keresetlen modorú Travis Brickley, a buddhista Virgil Keller Providenceből, valamint az olasz származású Sonny Grasso Detroitból. Bár Frank Couzo veterán edző foglalkozik velük, szinte esélytelenek a győzelemre – a koreai csapat egész évben keményen edz, magas állami támogatást élvez és több alkalommal megölték már ellenfelüket a ringben.
Az edzés elkezdése után Travis faragatlan modora összeütközéseket okoz a csapatban. Felfogadják Catherine Wade segédedzőt, akinek spirituális edzésmódszerei élesen szemben állnak Couzo szigorúbb módszereivel. Tommyt felzaklatja, hogy ellenfele a koreai csapat elsőszámú tagja, Dae Han Park lesz: ugyanis évekkel korábban ő volt a felelős Tommy bátyjának haláláért egy hasonló mérkőzésen. Couzo azt reméli, a bosszúfaktor miatt Tommy a legjobbat hozza ki magából, ugyanakkor Wade aggódik a férfi lelkiállapotáért. Idővel a csapattagok között bajtársias viszony kezd kialakulni. Alex engedély nélkül távozik, amikor Waltert elgázolja egy autó és kórházba kerül, ezért Couzo kizárja a csapatból. Belső konfliktusai miatt Tommy is kilép, de Alex arra biztatja, hogy nézzen szembe bátyja gyilkosával. Társai meggyőzik az edzőt, vegye vissza Alexet a csapatba és Tommy is meggondolja magát.
A verseny első két összecsapásán Sonny és Virgil alulmarad ellenfeleivel szemben. Travis döntetlenre hozza ki a mérkőzést, de koreai vetélytársa több téglát tör össze puszta kézzel, ezzel pontozással megnyerve ezt a párbajt is. Alex erős kezdéssel indít, de megsérül a válla és feladás helyett esedezik Tommynak, rántsa helyre azt. Végül egy kézzel is sikerül győznie. Tommy szintén fölénybe kerül Dae Hannal szemben és már csak két pontra lenne szüksége az amerikai győzelemhez. Ellenfele azonban alig áll a lábán és egy újabb támadás végezne vele: Tommy ezért edzője és társai biztatására nem indít támadást – így megkíméli Dae Han életét, de elveszíti a versenyt. 
A díjátadón Dae Han köszönetet mond Tommynak becsületes tettéért, könnyek közt bocsánatot kér Tommy bátyjának halála miatt és felajánlja, hogy Tommy testvére lesz. Tommy ezt elfogadja, ezután ellenfele a nyakába teszi a saját érmét. A többi koreai versenyző is követi példáját.

## Szereplők
| Szerep                 | Színész          | Magyar hang                       | Magyar hang                       | Magyar hang        |
| Szerep                 | Színész          | 1. szinkron (1989 és 1991 között) | 2. szinkron (1994 és 1995 között) | 3. szinkron        |
| ---------------------- | ---------------- | --------------------------------- | --------------------------------- | ------------------ |
| Alex Grady             | Eric Roberts     | Sinkovits-Vitay András            | Vass Gábor                        | Kőszegi Ákos       |
| Tommy Lee              | Phillip Rhee     | Bor Zoltán                        | Felföldi László                   | Háda János         |
| Frank Couzo edző       | James Earl Jones | Kránitz Lajos                     | Szabó Ottó                        | Koroknay Géza      |
| Travis Brickley        | Chris Penn       | Hankó Attila                      | Hankó Attila                      | Csőre Gábor        |
| Virgil Keller          | John Dye         |                                   | Juhász György                     | Czvetkó Sándor     |
| Sonny Grasso           | David Agresta    | Salinger Gábor                    | Selmeczi Roland                   | Kálid Artúr        |
| Don Peterson segédedző | Tom Everett      | Várkonyi András                   | Bognár Zsolt                      | Haás Vander Péter  |
| Catherine Wade         | Sally Kirkland   | Andresz Kati                      | Spilák Klára                      |                    |
| Jennings               | John P. Ryan     | Kiss Gábor                        | Dobránszky Zoltán                 | Szokolay Ottó      |
| Mrs. Grady, Alex anyja | Louise Fletcher  |                                   | Kassai Ilona                      | Menszátor Magdolna |
| Walter Grady           | Edan Gross       | Simonyi Balázs                    | Szalay Csongor                    | Czető Roland       |
| koreai edző            | Hee Il Cho       |                                   |                                   |                    |
| Dae Han Park           | Simon Rhee       |                                   |                                   |                    |
| Sae Jin Kwon           | James Lew        | Bognár Zsolt                      |                                   | Szokol Péter       |
| bemondó                | Ahmad Rashad     | Juhász Jácint                     | Jakab Csaba                       | Selmeczi Roland    |
| Burt                   | Kane Hodder      | Orosz István                      |                                   | Csuja Imre         |
| Stan                   | Edward Bunker    |                                   |                                   |                    |